# 8888
8888（八千八百八十八、はっせんはっぴゃくはちじゅうはち）は自然数、また整数において、8887の次で8889の前の数である。

## 性質
- 8888は合成数であり、約数は1, 2, 4, 8, 11, 22, 44, 88, 101, 202, 404, 808, 1111, 2222, 4444, 8888である。
  - 約数の和は18360。
- 188番目の回文数である。1つ前は8778、次は8998。
  - 1桁の数を除くと178番目の回文数である。
- 約数の和が8888になる数は2個ある。(6663, 8887) 約数の和2個で表せる434番目の数である。1つ前は8862、次は8952。
- 各位の和が32になる15番目の数である。1つ前は8879、次は8897。

## その他 8888 に関連すること
- 8888民主化運動は1988年8月8日にビルマ（現ミャンマー）でおこなわれた国民的な民主化要求運動。
- CSX8888号は2001年5月15日に発生したCSX8888号暴走事故の事故車両。